# It's Only Love (Bryan Adams)
"It's Only Love" is een duet van Bryan Adams en Tina Turner, afkomstig van het debuutalbum "Reckless" uit 1984. Op 21 oktober 1985 werd het nummer op single uitgebracht.

## Achtergrond
Het nummer is geschreven door Adams met Jim Vallance voor Adams' album Reckless uit 1984. "It's Only Love" is op 21 oktober 1985 uitgegeven als zesde single van dit album. Het nummer is later ook opgenomen op Turners live-album Tina Live in Europe (1988), Adams' verzamelalbum Anthology (2005) en Turners verzamelalbum All the Best (2004).  De videoclip is opgenomen tijdens Turners Private Dancer-tour uit 1985 en het was de eerste videoclip ooit die gebruik maakte van skycamtechnologie. In Nederland werd de videoclip destijds op televisie uitgezonden door de popprogramma's AVRO's Toppop, Countdown van Veronica en Popformule van de TROS.
De plaat bereikte in Turners' thuisland de VS de 15e positie in de Billboard Hot 100, in het Verenigd Koninkrijk de 29e positie in de UK Singles Chart, de 37e in Nieuw-Zeeland, de 57e in Australië, de 14e in Adams' thuisland Canada, de 44e in Duitsland en 18e positie in Ierland.
In Nederland was de plaat op vrijdag 8 november 1985 Veronica Alarmschijf op Hilversum 3 en werd mede hierdoor een hit in de destijds drie landelijke hitlijsten op de nationale publieke popzender. De plaat bereikte de 20e positie in de Nederlandse Top 40, de 21e positie in de Nationale Hitparade en de 26e positie in de op donderdag 21 november 1985 uitgezonden laatste TROS Top 50. In de Europese hitlijst op Hilversum 3, de TROS Europarade, werd géén notering behaald.
In België bereikte de plaat de 22e positie in de voorloper van de Vlaamse Ultratop 50. In zowel de Vlaamse Radio 2 Top 30 als de Waalse hitlijst werd géén notering behaald.
Zowel het nummer zelf als de videoclip werden genomineerd voor een Grammy Award en de videoclip won de MTV Awards in de categorie "best stage performance".

## NPO Radio 2 Top 2000
| Nummer met noteringen in de NPO Radio 2 Top 2000 | '99 | '00-'01 | '02  | '03  | '04  | '05  |
| ------------------------------------------------ | --- | ------- | ---- | ---- | ---- | ---- |
| It's Only Love                                   | 814 | -       | 1462 | 1840 | 1511 | 1781 |

1. ↑  Een '-' betekent dat het nummer niet was genoteerd en een vetgedrukt getal geeft de hoogste notering aan.
2. ↑  Deze tabel is bijgewerkt tot en met de laatste editie (2024).